# Биволяне
Биволяне (болг. Биволяне) — село в Болгарии. Находится в Кырджалийской области, входит в общину Момчилград. Население составляет 209 человек.

## Политическая ситуация
В местном кметстве Биволяне, в состав которого входит Биволяне, должность кмета (старосты) исполняет Зехни Мехмедали Сюлейман (Движение за права и свободы (ДПС)) по результатам выборов.
Кмет (мэр) общины Момчилград — Ердинч Исмаил Хайрула (Движение за права и свободы (ДПС)) по результатам выборов.